# Princípio da oficialidade
O princípio da oficialidade caracteriza-se pelo dever da Administração Pública em impulsionar o procedimento de forma automática, sem prejuízo da atuação dos interessados. Este princípio aplica-se ao processo administrativo, previsto no Brasil no art. 2°, parágrafo único, XII, da lei 9.784/99.
Por força do princípio da oficialidade, a autoridade competente para decidir tem também o poder/dever de inaugurar e impulsionar o processo até que se obtenha um resultado final conclusivo e definitivo, pelo menos no âmbito da Administração Pública.
Diante do fato de que a administração pública tem o dever elementar de satisfazer o interesse público, ela não pode, para isso, depender da iniciativa de algum particular.
O princípio da oficialidade revela-se pelo poder de iniciativa para instaurar o processo, para instruí-lo e na revisão de suas decisões. A Administração Pública tem o dever de dar prosseguimento ao processo, podendo, por sua conta, providenciar a produção de provas, solicitar laudos e pareceres, enfim, fazer tudo aquilo que for necessário para que se chegue a uma decisão final conclusiva.
Também conhecido como princípio do impulso processual, é a capacidade que a administração têm como qualifica como titular independente de qualquer provocação dos interessados envolvidos, ou mesmo ainda que o interessado desista ou renuncie do processo ou do direito requerido. A administração poderá conforme interesse público dar prosseguimento ao certame.
Instaurar processos independente de provocação exemplo Processo Administrativo disciplinar. sejam iniciados de ofício.